# 帕姆亞特尼克 (斯卡多夫斯克區)
46°15′36″N 33°32′9″E / 46.26000°N 33.53583°E
帕姆亞特尼克（烏克蘭語：Пам'ятник）是位於烏克蘭南部的村莊，由赫爾松州斯卡多夫斯克區的米爾內市鎮負責管轄。該村面積0.003平方公里，海拔高度6米，2001年人口28，人口密度每平方公里9,333.3人。